# Zen 5

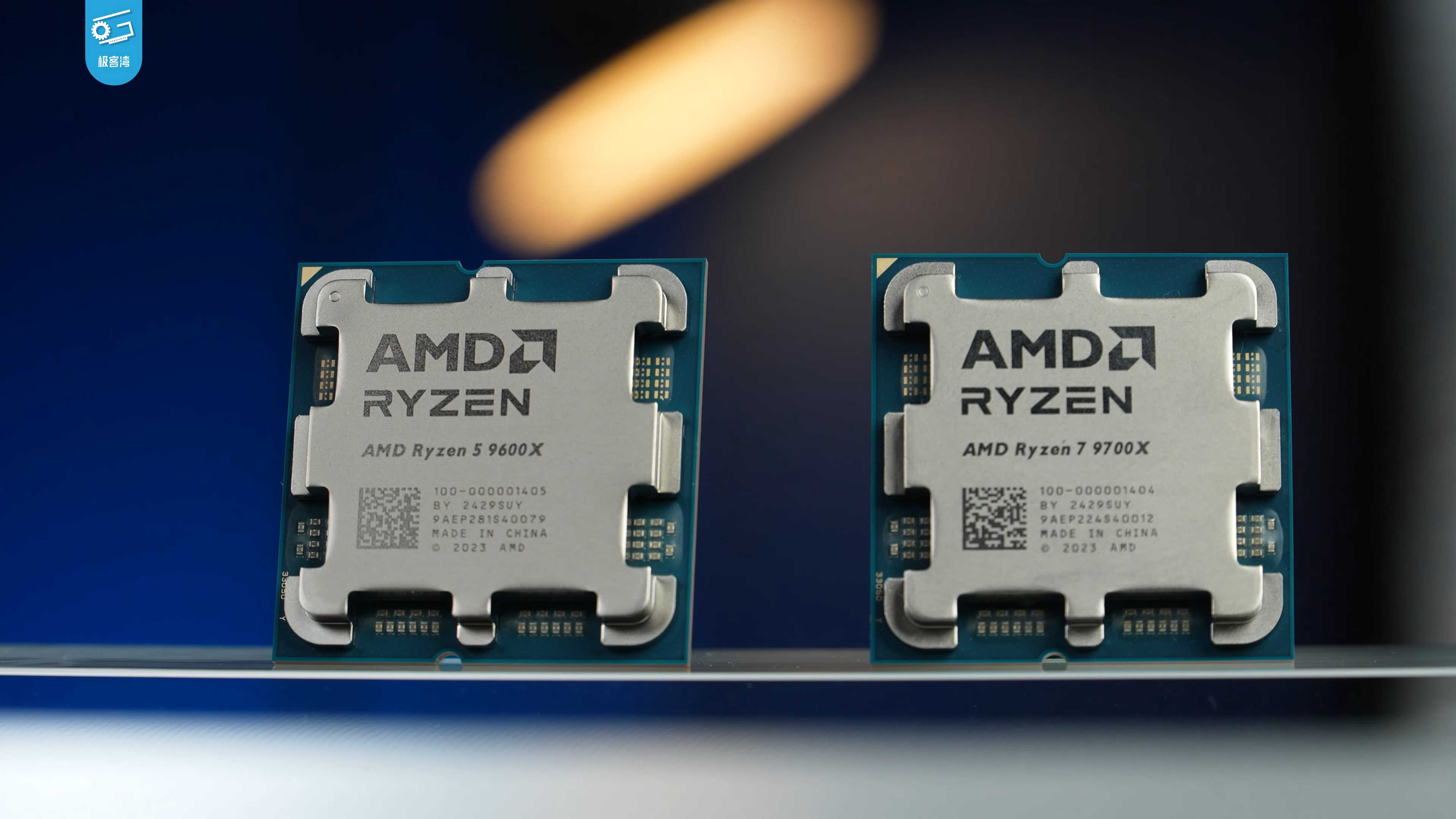
Due microprocessori AMD Ryzen serie 9000 con architettura Zen 5

Zen 5 ("Nirvana") è il nome di una microarchitettura CPU di AMD, presentata a maggio 2022, lanciata per dispositivi mobile a luglio 2024 e per desktop ad agosto 2024.
È il successore di Zen 4 ed è attualmente prodotto con il processo N4P di TSMC. In futuro si prevede che Zen 5 sarà prodotto anche con il processo N3E .
La microarchitettura Zen 5 equipaggia i processori desktop della serie Ryzen 9000 (nome in codice "Granite Ridge"), i processori server Epyc 9005 (nome in codice "Turin"), e i processori mobile sottili e leggeri Ryzen AI 300 (nome in codice "Strix Point").